# Åland van A tot Z

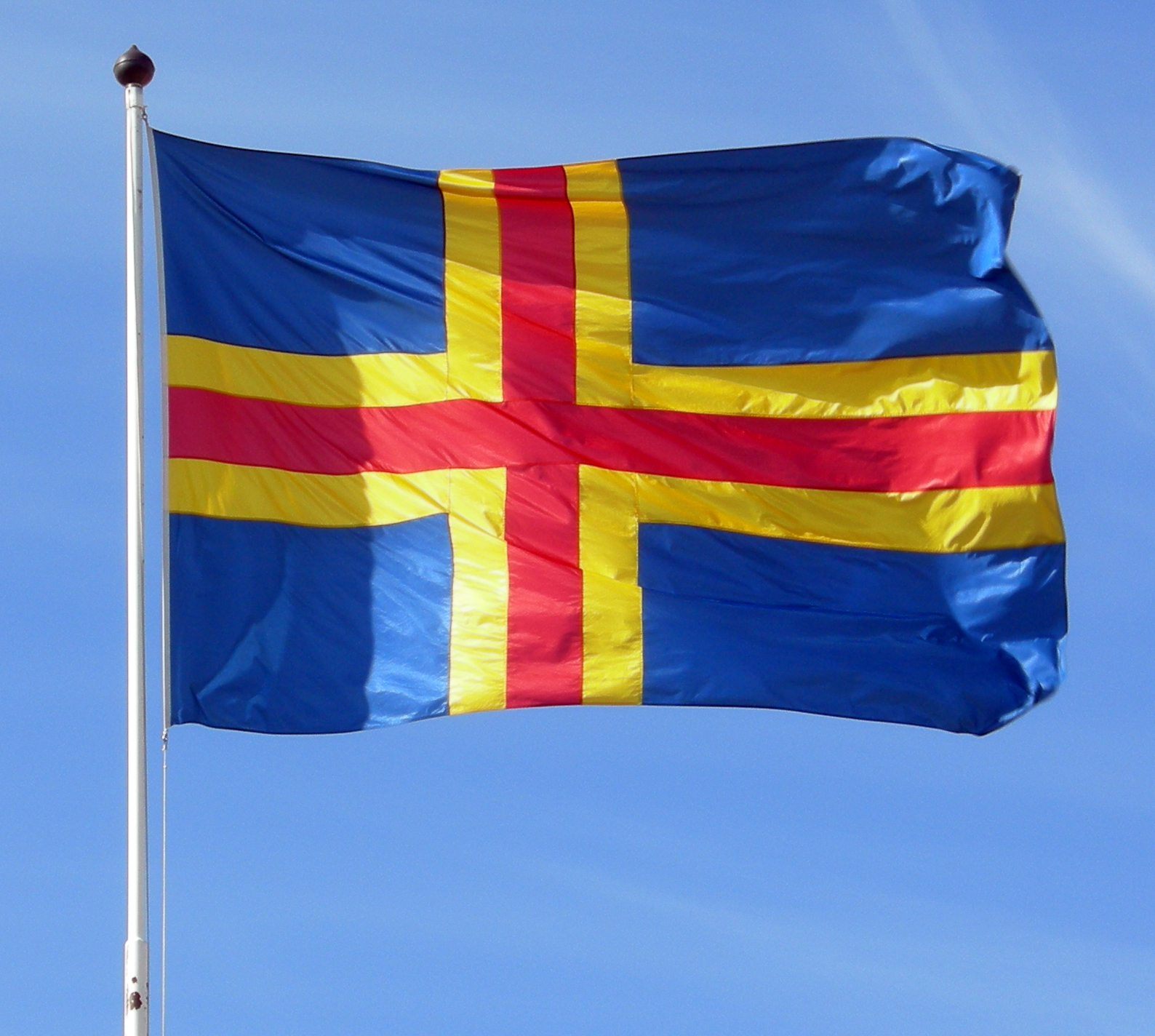
De vlag van Åland

Åland

## A
Air Åland -
Åland -
Åland24 -
Ålandstidningen -
Ålandstrafiken -
Ålands voetbalelftal (mannen) -
Ålands museum en Ålands kunstmuseum -
Ålands scheepvaartmuseum -
Ålandzee -
Ålänningens sång -
Archipelzee -
Åva-ring -
.ax

## B
Baltische Zee -
Berghamn -
Bestuurlijke indeling van Åland -
Anni Blomqvist -
Bogskär -
Bomarsund -
Botnische Golf -
Brändö

## C
Georg Theodor Chiewitz

## D
Degerby

## E
Eckerö - 
Eckerö linjen -
Enklinge

## F
Fasta Åland - 
Finland-Zweeds -
Finse Oorlog -
Finström -
Föglö -
Föglötunnel

## G
Geschiedenis van Finland -
Geta -
Godby -
Gravstensgrund -
Grote Noordse Oorlog

## H

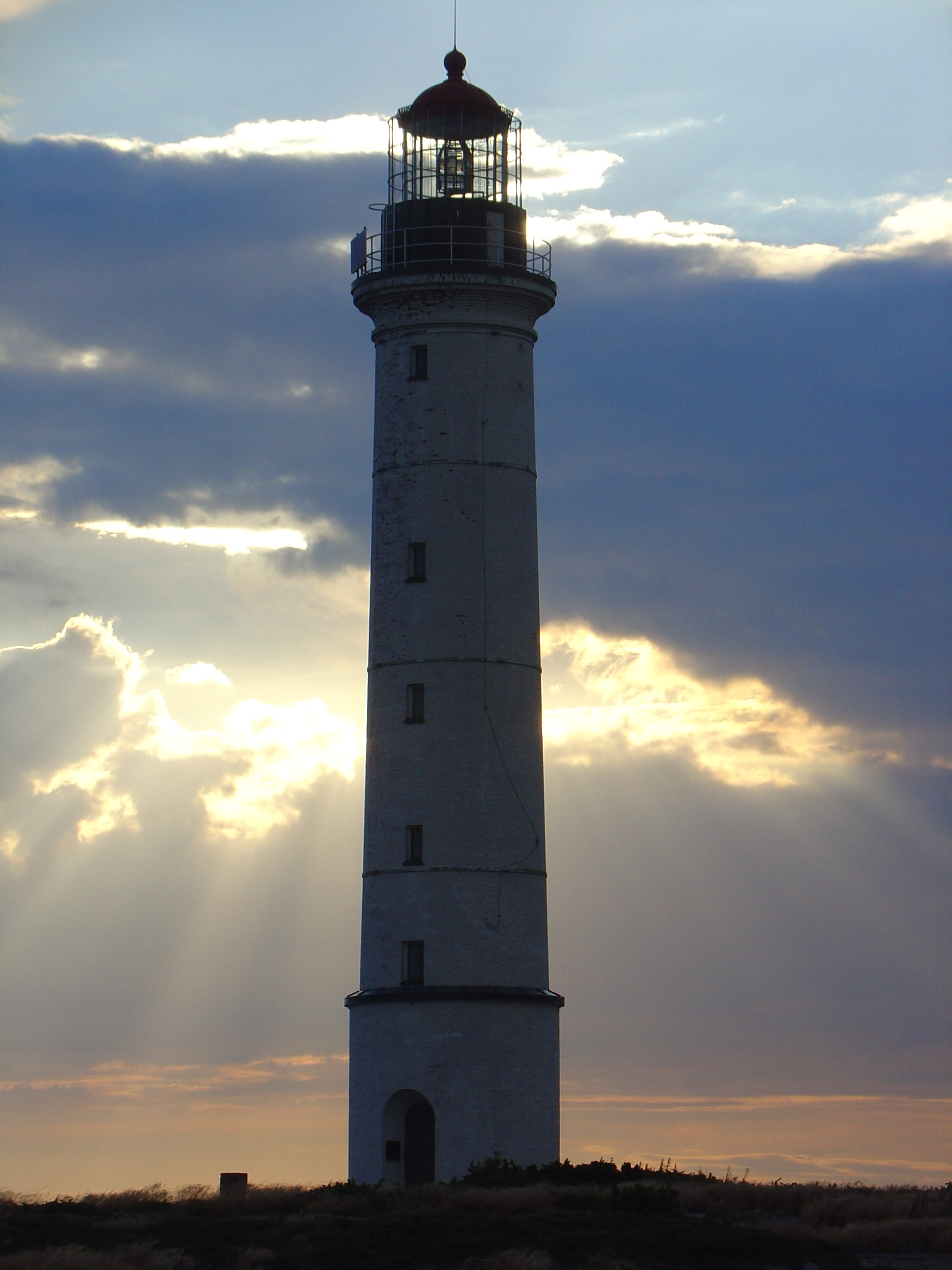
De vuurtoren van Sälskär, gemeente Hammarland

Hammarland -
Hilda Hongell -
Hummelvik -
Husö- 
Huvudväg 1 -
Huvudväg 2 -
Huvudväg 3 -
Huvudväg 4

## I
IFK Mariehamn

## J
Jomala

## K
Kastelholm -
Frans Peter von Knorring -
F.P. von Knorring (schip) -
Kobba Klintar -
Kumlinge -
Kvarken -
Kyrkogårdsö -
Kökar

## L
Lemland -
Lemströmkanaal -
Lijst van vlaggen van Finse deelgebieden -
Lijst van Zweedstalige en tweetalige gemeenten in Finland -
Luchthaven Mariehamn -
Lumparland -
Lumparn -
Ulla-Lena Lundberg -
Lågskär -
Långnäs

## M

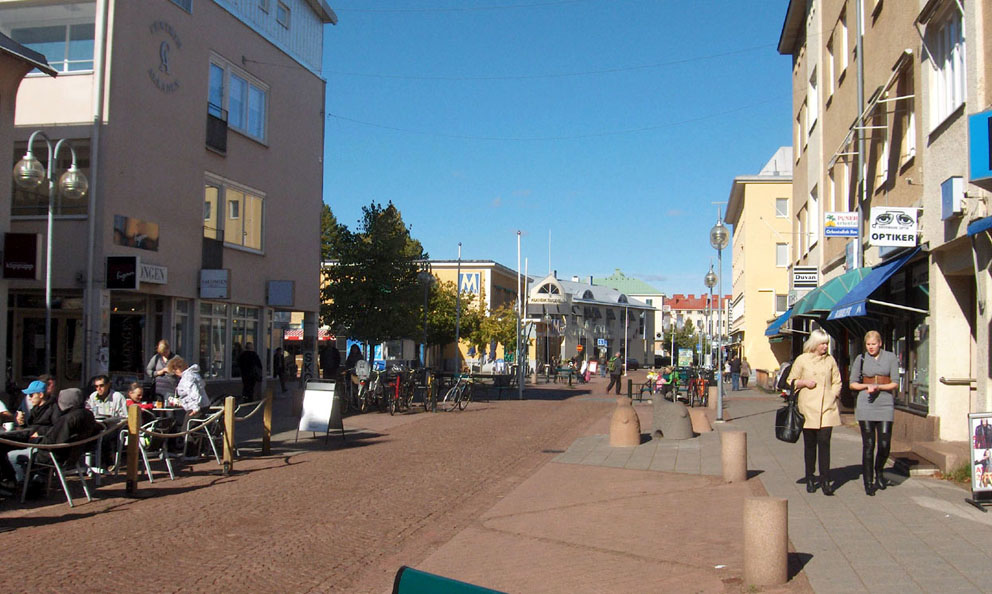
Winkelcentrum van Mariehamn

Mariehamn -
Märket

## N
Noordse Raad -
Nya Åland

## O
Oostzee -
Orrdalsklint -
Övernässtugan -
Överö

## P

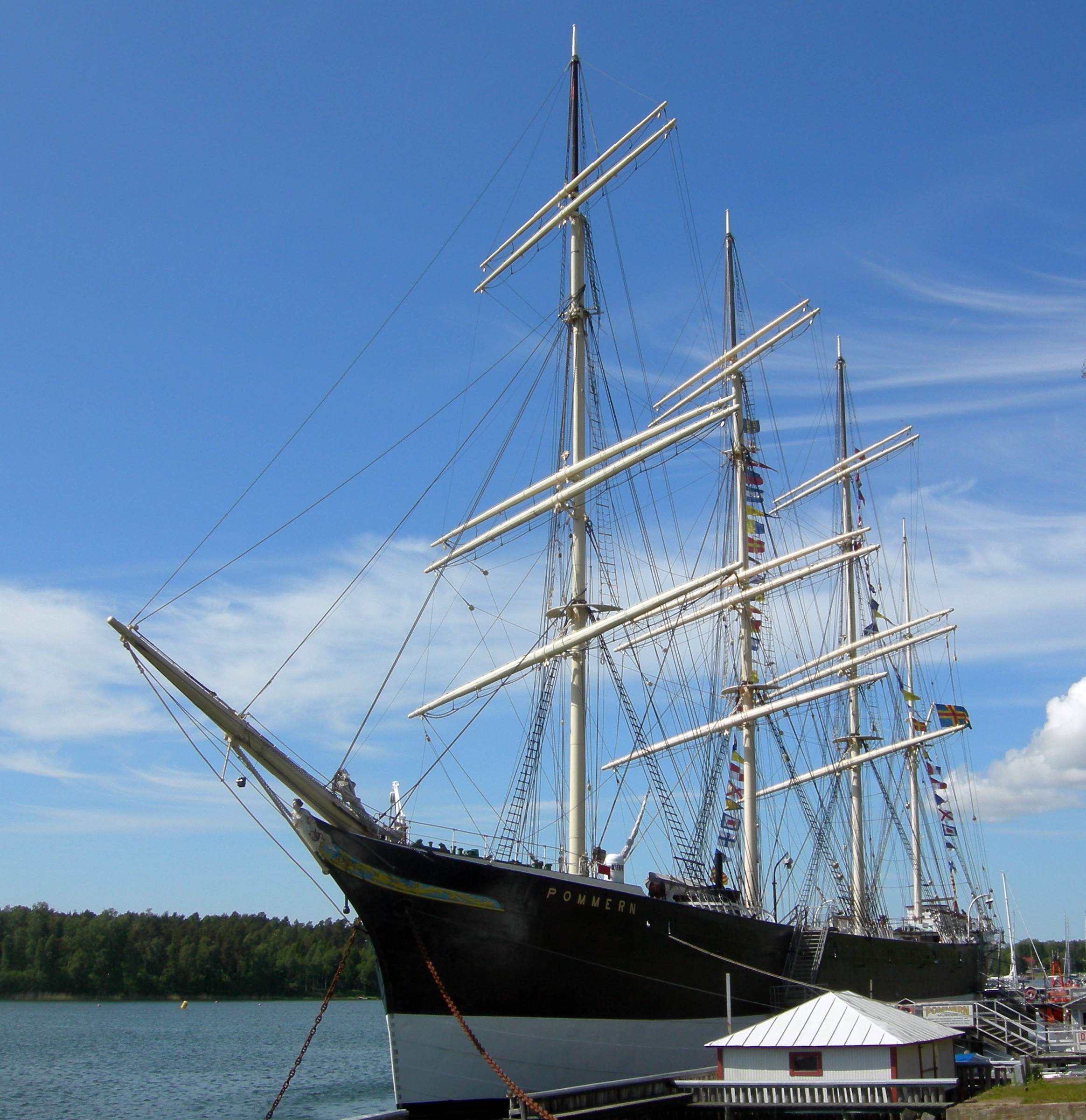
Pommern

Parlement van Åland -
Pommern -
Postroute Stockholm–Turku

## R
Regio's van Finland

## S
Sally Salminen -
Saltvik -
Seglinge -
Signilskär -
Simskäla -
Sint-Joriskerk (Mariehamn) -
Sjökvarteret -
Slemmern -
Snäckö -
Lars Sonck -
Sottunga -
Stamväg 30 -
Stamväg 40 -
Helmer Stenros -
Sund -
Svibyviken -
Sälskär

## T
Talvisota -
TV Åland

## V

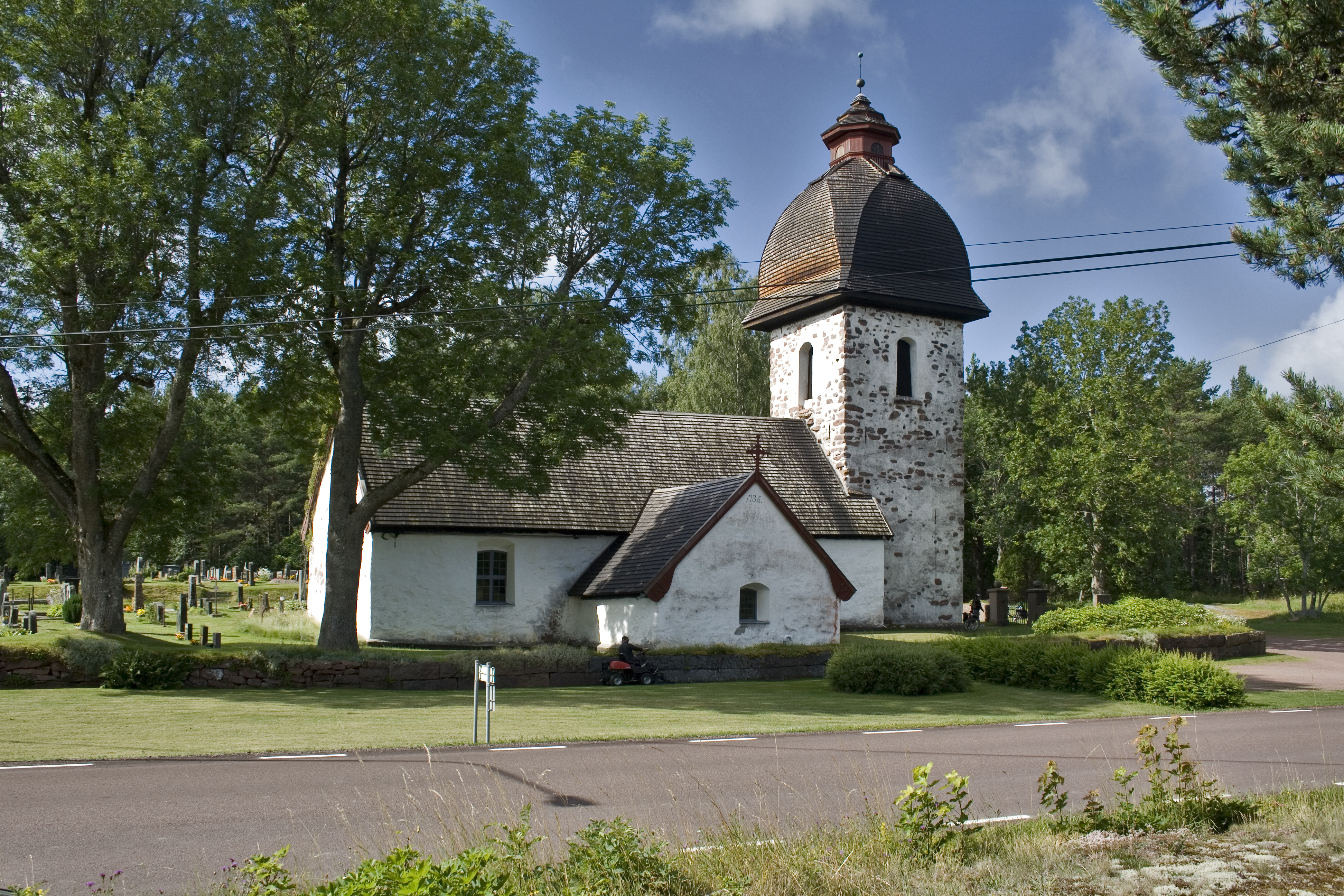
kerk van Vårdö

Vervolgoorlog -
Vlag van Åland -
Vrede van Fredrikshamn -
Vrede van Parijs (1856) -
Vrede van Nystad -
Vårdö

## W
Wapen van Åland -
Victor Westerholm -
Winteroorlog

## Z
Zweeds -
Zweedstalige Finnen